# Торн, Вилли
Уи́льям Джо́зеф Торн (англ. William Joseph Thorne, 4 марта 1954 года, Лестер, Англия — 17 июня 2020, более известен как Ви́лли Торн) — английский профессиональный снукерист, спортивный комментатор.

## Биография и карьера
Будучи юниором, Торн стал чемпионом в категории до 16 лет по снукеру и английскому бильярду в 1970. Несмотря на ранний успех, Торн за всю карьеру выиграл только один рейтинговый турнир — Mercantile Credit Classic 1985. В 1985 также он дошёл до финала Чемпионата Великобритании, где встретился с доминирующим в те годы Стивом Дэвисом. Торн лидировал, 13:8, однако не удержал преимущества и уступил 14:16. В финальном фрейме в выигрышной позиции, которая позволила бы сравнять счёт и свести матч к контровой партии, Торн допустил ошибку, не забив прямой синий шар. Позднее он скажет на пресс-конференции: «Я был так уверен в успехе, что едва смотрел на этот синий…» 
 Торн достигал четвертьфинала на чемпионатах мира 1982 и 1986.
Высший рейтинг Торна — № 7 — был в сезоне 1986/87.
Известен один примечательный инцидент: Торн заключил пари на GB£ 38,000 на проигрыш Джона Пэррота, поскольку тот потерял свой кий и должен был играть кием, предоставленным на месте. К неудовольствию Торна, который ко всему прочему комментировал этот матч, Пэррот справился с начальными неудобствами и выиграл, что усугубило долги Торна (он ещё проигрывал крупные суммы на скачках и в карты). Вилли впал в депрессию. Впоследствии, чтобы рассчитаться с долгами, он был вынужден продать собственный снукерный клуб в Лестере. И всё же со своими финансовыми проблемами он успешно справился.
Лысая голова Торна очень узнаваема, поэтому он получил прозвище «Гомер Симпсон в снукере». Он стал популярным комментатором снукера на каналах ВВС и Sky Sport. Внешность Торна частенько обыгрывалась в различных скетчах, в частности, в известном клипе «Snooker Loopy», шуточной песенке про снукер.
- Видео «Snooker Loopy»

Ещё одно прозвище Вилли Торна — «Мистер Максимум», потому что за всю карьеру сделал 190 максимальных брейков, правда, только в неофициальных матчах (официальный максимум — один, на Чемпионате Великобритании 1987). При этом на то, чтобы войти в «Клуб 100» (обладателей более 100 сенчури брейков), ему понадобилось целых 19 сезонов. Торн много лет управлял снукерным клубом в Лестере, где начал своё становление Марк Селби.
Вилли Торн также выиграл турнир (World Seniors Masters) в 2000, победив в финале Клиффа Торбурна.
В 2020 году у Вилли Торна была обнаружена лейкемия. На турнире Championship League 2020 Ронни О’Салливан в знак поддержки Вилли Торна выступал отрастив усы в его стиле, но через 10 дней после окончания турнира, 17 июня 2020 года Вилли Торн скончался.
В настоящее время в клубе Вилли Торна проводится турнир World Snooker Pro Challenge.

### Личная жизнь
Вилли Торн жил в Бротон-Эстли, графство Лестершир, Англия. Был женат на бывшей сотруднице библиотеки (Stocksbridge Library), а также по совместительству «Мисс Великобритания», Джил Сэксби. У Торна трое детей от предыдущего брака и двое в настоящем.

## Победы на турнирах

### Рейтинговые турниры
- Mercantile Credit Classic — 1985

### Другие турниры
- Pontins Professional — 1984
- Hong Kong Masters — 1986
- Matchroom Professional Championship — 1986
- Kent Cup — 1987
- New Zealand Masters — 1989